# Alberto Neme
Alberto Neme (fl. XX secolo) è stato un arbitro di calcio argentino.

## Carriera
Nel campionato 1927 esordì nella massima serie argentina, dirigendo Tigre-Quilmes il 12 giugno, giorno in cui si svolse la 13ª giornata. In quella stagione fu impiegato con maggiore frequenza a partire dalla seconda metà del torneo. Nella Primera División 1928 fu impiegato per la prima volta dalla Federazione alla 3ª giornata: gli fu affidata la gara tra Excursionistas e Estudiantes Buenos Aires. Nel Concurso Estímulo 1929 non arbitrò alcun incontro; tornò nel corso della Primera División 1930, ove debuttò nel 3º turno; arbitrò Estudiantes-San Fernando. Prese parte, poi, alla Primera División 1931, la prima edizione professionistica del campionato argentino, organizzata dalla Liga Argentina de Football. In tale competizione diresse per la prima volta il 31 maggio 1931, al 1º turno, arbitrando Estudiantes La Plata-Talleres de Remedios de Escalada; al termine del campionato contò 8 presenze. Continuò l'attività a livello nazionale almeno fino al 1938.